# Dave Bautista
David Michael «Dave» Bautista Jr. (Washington D. C.; 18 de enero de 1969) es un actor, luchador profesional estadounidense retirado y expeleador de artes marciales mixtas. Su fortuna se evalúa en más de 16 millones de dólares.
Comenzó su carrera como luchador profesional en 1999 y firmó con la World Wrestling Federation (WWF, ahora WWE) en 2000. De 2002 a 2010, ganó fama con el nombre de Batista y se convirtió en campeón mundial en seis ocasiones al ganar el Campeonato Mundial Peso Pesado cuatro veces y el Campeonato de la WWE dos veces. Tiene el récord del reinado más largo como campeón mundial de Peso Pesado en 282 días y también ha ganado el Campeonato Mundial en Parejas tres veces (dos veces con Ric Flair y una vez con John Cena) y el Campeonato en Parejas de la WWE una vez (con Rey Mysterio). Fue el ganador del Royal Rumble 2005 y fue parte del evento estelar de WrestleMania 21, uno de los cinco eventos de pago por visión con mayor recaudación en la historia de la lucha libre profesional. En agosto de 2012, Bautista firmó un contrato con Classic Entertainment & Sports para luchar en las artes marciales mixtas (MMA). Ganó su única pelea de MMA el 6 de octubre de 2012, derrotando a Vince Lucero por KO técnico en la primera ronda. Bautista volvió a la WWE en 2014, ganando el Royal Rumble 2014 y fue parte del evento estelar de WrestleMania XXX, y volvió a la WWE de nuevo en 2019.
Bautista comenzó a actuar en 2006 y protagonizó El hombre de los puños de hierro (2012), Riddick (2013), la película de James Bond Spectre (2015) y Blade Runner 2049 (2017). También ha aparecido en varias películas directamente para vídeo desde 2009. Es conocido por interpretar a Drax en las películas del Universo cinematográfico de Marvel Guardianes de la Galaxia (2014), Guardianes de la Galaxia vol. 2 (2017), Avengers: Infinity War (2018) y Avengers: Endgame (2019).

## Biografía
David Michael Bautista Jr nació en Washington D. C. el 18 de enero de 1969. Su madre es de ascendencia griega y su padre es hijo de inmigrantes filipinos. Su abuelo paterno sirvió en el ejército filipino, trabajó como taxista y peluquero, y tuvo otros trabajos para alimentar a la familia. Bautista ha dicho que vivía en la pobreza, y que tuvo una vida dura: antes de cumplir los nueve años, habían ocurrido tres asesinatos en su jardín delantero. Tan joven como a los 13 años, estaba robando autos. A los 17, estaba separado de sus padres y vivía solo. Más tarde dijo: "Estoy orgulloso de mis padres. Son gente buena, honesta y trabajadora. Me enseñaron los valores del trabajo duro".
Trabajaría como portero de un club nocturno hasta que fue arrestado después de una pelea que dejó a dos clientes heridos, uno de los cuales quedó inconsciente. Después de un juicio, fue sentenciado a un año de libertad condicional. También trabajó como salvavidas antes de ser físicoculturista, a lo que atribuye haberle salvado la vida. Dijo que decidió cambiar y convertirse en luchador después de sufrir un colapso por la vergüenza que sintió después de pedirle a un compañero de trabajo que le prestara dinero para poder comprar regalos de Navidad para sus hijos.

## Carrera en lucha libre profesional

### Inicios
La carrera de Bautista comenzó cuando conoció a Curt Hennig y Road Warrior Animal en un congreso de fisicoculturismo. Batista intentó entrar en la World Championship Wrestling, pero no tuvo suerte. Posteriormente se presentó en la World Wrestling Federation, donde lo enviaron a trabajar con Afa Anoa'i. Luchó en la marca de Anoa'i, World Xtreme Wrestling, bajo el nombre de Kahn hasta el año 2000.

### World Wrestling Federation/Entertainment/WWE (2000-2010, 2014, 2018-2019)

#### Ohio Valley Wrestling (2000–2002)
Batista debutó en la Ohio Valley Wrestling (OVW) en 2000, uniendo sus fuerzas con Synn, usando el nombre de Leviathan. Permaneció invicto por varios meses hasta ser derrotado por Christmas Chaos (el luchador de la WWE Kane). Posteriormente el 28 de noviembre de 2001, Leviathan derrotó a The Machine, ganando el Campeonato Peso Pesado de la OVW, perdiéndolo el 20 de febrero de 2002 frente a The Prototype. El gimmick de Batista era de un discípulo de una secta satánica liderada por Synn, por lo que cuando ella creyó que Batista se volvió demasiado independiente, decidió «vendérselo» a Reverend D-Von, siendo esta la storyline con la cual Batista logró su paso al plantel principal de la World Wrestling Entertainment (WWE).
David Batista comenzó su carrera en la WWE en el episodio de SmackDown! del 9 de mayo de 2002. Se presentó bajo el nombre de Deacon Bautista, como colaborador de Reverend D-Von. Su primer combate en la WWE fue el 27 de junio de 2002, donde junto a D-Von derrotó a Randy Orton y Faarooq. En la edición del 29 de agosto de SmackDown!, Batista atacó a D-Von y una semana después lo derrotó en un combate individual.
El 6 de noviembre, Batista debutó en RAW, cambiando su nombre a Batista y derrotando a Justin Credible en un squash. Después de derrotar a D'Lo Brown y The Hurricane obtuvo dos importantes victorias frente a Kane, el 25 de noviembre en RAW y en Armageddon, ambas ocasiones con ayuda de Ric Flair.

#### 2003–2004
Participó del Royal Rumble Match entrando como #28 y logró quedar entre los cuatro últimos del combate, pero fue eliminado por The Undertaker. Al día siguiente en RAW, Batista se unió a Triple H, Ric Flair y Randy Orton, formando el grupo Evolution tras atacar a Scott Steiner. Evolution representaba (según Triple H) el pasado (Ric Flair), el presente (Triple H) y el futuro (Batista y Orton). Poco tiempo después sufrió una lesión en su tríceps que se agravó dos veces durante su rehabilitación, postergando su retorno al 20 de octubre del 2003, interfiriendo en la pelea de Goldberg contra Shawn Michaels. Posteriormente inició un feudo con Shawn Michaels, tras provocar su derrota frente a su compañero Randy Orton en la lucha de eliminación clásica en Survivor Series. En Armageddon 2003, Batista tomó parte en dos peleas, perdiendo contra Shawn Michaels y ganando un Tag Team Turmoil junto a Ric Flair, convirtiéndose en Campeón Mundial en Parejas. En ese mismo evento Randy Orton ganó el Campeonato Intercontinental y Triple H ganó el Campeonato Mundial, logrando que cada miembro del grupo Evolution tuviera un campeonato.
En Royal Rumble, Flair y Batista retuvieron el campeonato frente a los Dudley Boyz en un Tables Match, al igual que frente a Chris Jericho y Christian el 2 de febrero en RAW. Sin embargo, el 16 de febrero fueron derrotados por Booker T y Rob Van Dam, perdiendo el campeonato, pero poco después de un mes después lo recapturaron, el 22 de marzo en RAW. En ese periodo, Batista ganó un combate en parejas en WrestleMania XX junto a Flair y Orton tras derrotar a The Rock & Mick Foley. Su segundo reinado como Campeón Mundial en Parejas llegó a su fin el 19 de abril, cuando Chris Benoit y Edge los derrotaron en RAW.
Luego entró en varios feudos cortos y esporádicos con Maven, Chris Jericho, Chris Benoit y Randy Orton. En el combate de Sunday Night HEAT en Bad Blood venció a Maven, luego derrotó a Jericho en Vengeance y perdió una oportunidad por el Campeonato Intercontinental frente a Edge en SummerSlam en un combate que incluyó a Jericho. Posteriormente perdió un combate junto a Ric Flair contra Benoit y William Regal en Unforgiven. En Survivor Series formó parte del Team Triple H (Triple H, Batista, Edge & Gene Snitsky) perdiendo la lucha de eliminación clásica frente al Team Orton (Randy Orton, Chris Jericho, Chris Benoit & Maven), y como resultado los miembros del Team Orton manejaron por 4 semanas Raw. Durante dicho periodo, el Campeonato Mundial Peso Pesado fue dejado vacante tras un controvertido final en Raw, afectando seriamente a Evolution.

#### 2005

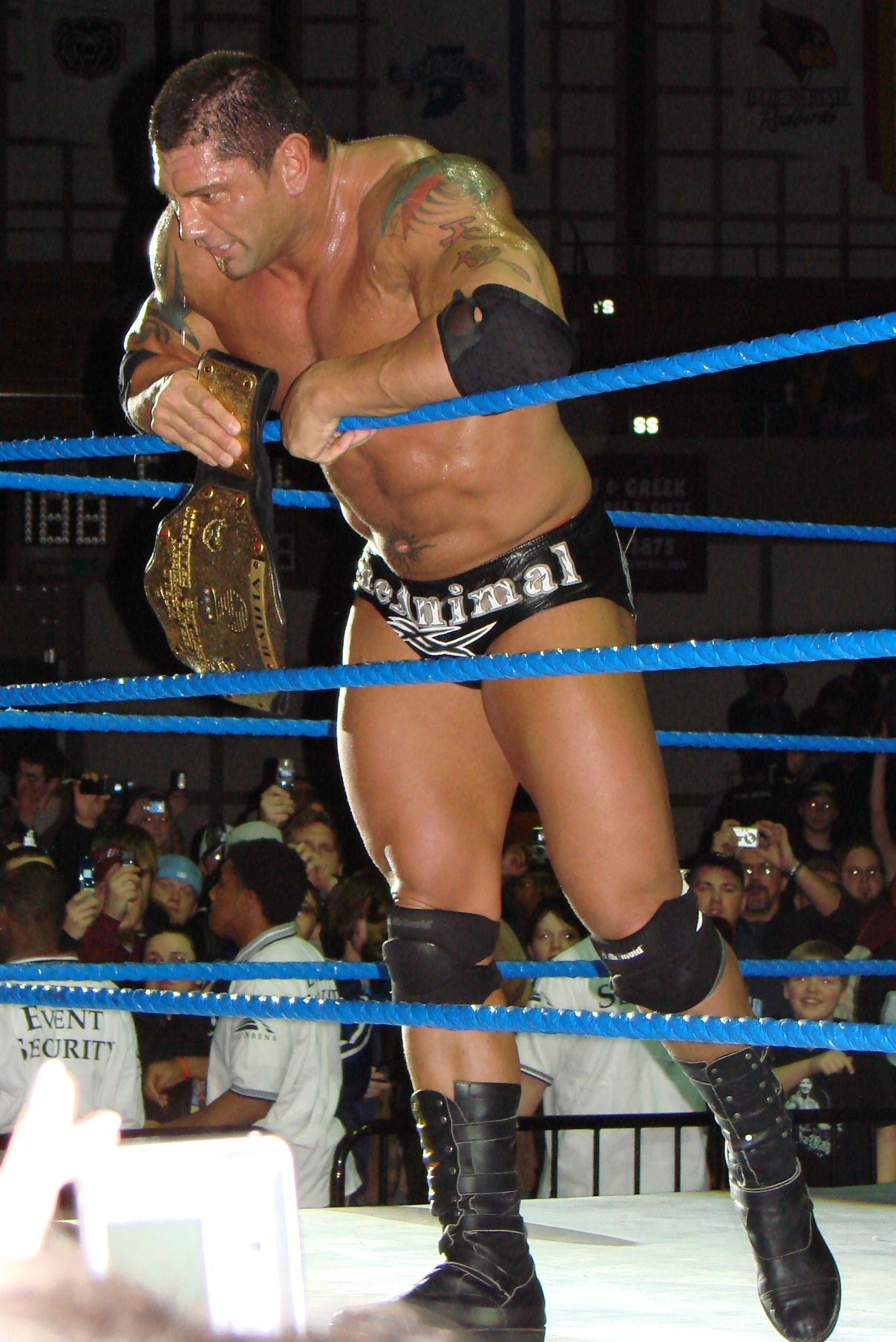
Batista se coronó por primera vez como Campeón Mundial Peso Pesado tras derrotar a su mentor Triple H.

Batista participó en la Elimination Chamber por el Campeonato Mundial Peso Pesado en New Year's Revolution enfrentándose a Triple H, Randy Orton, Chris Benoit, Chris Jericho y Edge siendo eliminado por Orton, pero al final de la lucha interfirió atacando a Orton ayudando a Triple H a ganar el Campeonato. Apenas comenzando el 2005, Batista comenzó a recibir una buena reacción por parte del público, a pesar de ser un luchador heel. Esto llevó a que Triple H viera a Batista como un posible retador a su Campeonato Mundial Peso Pesado por lo que le sugirió que no entrara al Royal Rumble y así lo ayudara a retener su título. Sin embargo, Batista hizo caso omiso a esta recomendación, entrando y ganando el combate, lo que le dio la oportunidad de optar a un título mundial en WrestleMania 21 (el Campeonato Mundial Peso Pesado de Triple H o el Campeonato de la WWE de John «Bradshaw» Layfield).
Después de hacer muchos esfuerzos por hacer que Batista retara a JBL por el Campeonato de la WWE y finalmente firmara con la marca SmackDown!, el 21 de febrero del 2005 Batista firmó un contrato garantizando una lucha por el título de Triple H, abandonando Evolution y volviéndose face. Finalmente, en WrestleMania 21, Batista derrotó a Triple H, ganando el Campeonato Mundial Peso Pesado. Posteriormente logró retener en Backlash y Vengeance el campeonato frente a Triple H, siendo el segundo combate una Hell in a Cell.
El 30 de junio Batista fue transferido, junto con su campeonato, a la marca SmackDown!, haciendo una aparición sorpresa para atacar a JBL, quien estaba celebrando su victoria en una lucha eliminatoria de seis hombres para coronar al "Campeón de SmackDown!" inaugural donde de inmediato inició un feudo con John «Bradshaw» Layfield. En Great American Bash, SummerSlam y la edición del 9 de septiembre de SmackDown! Batista defendió el campeonato frente a JBL, obteniendo una derrota por descalificación y dos victorias, respectivamente. Dichos encuentros marcaron el fin de la rivalidad con JBL. Luego retuvo el campeonato frente a Eddie Guerrero, en el evento No Mercy.
Batista fue el capitán del equipo de SmackDown! en el evento Survivor Series, conformado por JBL, Rey Mysterio, Randy Orton y Bobby Lashley (En esta lucha Eddie Guerrero debió participar en lugar de Orton y ganar el campeonato de Batista en la siguiente edición de SmackDown, pero no sucedió debido a la muerte de Guerrero), quienes derrotaron al equipo de Raw conformado por The Big Show, Kane, Shawn Michaels, Carlito y Chris Masters. Dicho combate fue el inicio de un feudo entre Batista y los Campeones Mundiales en Parejas Kane y Big Show, a quienes se enfrentó, con Rey Mysterio como su compañero, en Armageddon siendo derrotados.
Dos días antes de Armageddon, Batista y Mysterio derrotaron a MNM, transformándose en Campeones en Parejas de la WWE, transformándose Batista con esto en doble campeón. Sin embargo, el 30 de diciembre fueron derrotados por MNM gracias a la ayuda de Mark Henry, perdiendo los campeonatos. Sólo días después, Batista sufrió una lesión en un house show peleando contra Henry, que lo mantuvo inactivo hasta julio de 2006 y forzó a dejar vacante el Campeonato Mundial Peso Pesado.

#### 2006–2007
El 7 de julio de 2006, Batista regresó de su lesión y atacó a Mark Henry, fijándose una lucha entre ambos para The Great American Bash. Sin embargo, en un combate anterior a dicho evento, Henry sufrió una lesión que lo mantuvo inactivo. Henry fue reemplazado por Mr. Kennedy en Great American Bash, donde Batista perdió por descalificación. El 28 de julio en SmackDown!, Batista vuelve a ser derrotado por Kennedy, esta vez por cuenta fuera. Finalmente el 4 de agosto en SmackDown!, Batista derrotó a Kennedy, ganando la oportunidad por el Campeonato Mundial Peso Pesado.

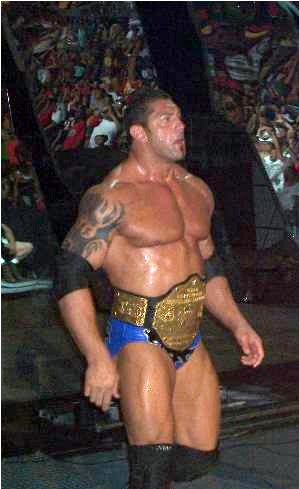
Al regreso de su lesión en 2006, Batista consiguió su segundo Campeonato Mundial Peso Pesado al derrotar a King Booker.

La oportunidad de Batista por el campeonato lo llevó a entrar en un feudo con King Booker al cual derrotó por descalificación en SummerSlam, lo que no le permitió ganar el campeonato. Posteriormente en No Mercy, Booker vuelve a retener el campeonato, esta vez en una lucha en que participaron Batista, Bobby Lashley y Finlay. Finalmente, en Survivor Series, Batista derrotó a King Booker, ganando el Campeonato Mundial Peso Pesado por segunda vez en su carrera. Luego retuvo el campeonato frente a Finlay y Booker el 1 de diciembre en SmackDown!. Su feudo con Booker llegó a su fin en Armageddon, donde Batista y John Cena derrotaron a Booker y Finlay.
Al comenzar el 2007, en Royal Rumble, Batista defendió exitosamente el Campeonato Mundial Peso Pesado frente a Mr. Kennedy. Posteriormente, inició un feudo con The Undertaker en torno al Campeonato Mundial. En No Way Out, Batista debió formar equipo con Undertaker, perdiendo frente a John Cena y Shawn Michaels. Finalmente, en WrestleMania 23, Undertaker derrotó a Batista, ganando el Campeonato Mundial Peso Pesado.
Durante los siguientes meses, Batista recibió numerosas oportunidades de recapturar el campeonato, frente a los tres campeones posteriores a él (The Undertaker, Edge y The Great Khali). Se enfrentó a Undertaker en Backlash y una edición de SmackDown!, a Edge en Judgment Day, One Night Stand y Vengeance, y a Khali en Great American Bash, SummerSlam. En todas estas ocasiones, no logró ganar el campeonato.
Finalmente, en Unforgiven, Batista logra capturar su tercer Campeonato Mundial Peso Pesado, tras derrotar a The Great Khali y Rey Mysterio. En la revancha de Khali en No Mercy, Batista logró retener exitosamente el campeonato.
Antes de Cyber Sunday, Undertaker regresó de una lesión y retó a Batista a un combate por el por el Campeonato Mundial Peso Pesado, con "Stone Cold Steve Austin" como árbitro especial. En dicho combate, Batista salió victorioso, al igual que en una Hell in a Cell en Survivor Series, donde Undertaker fue derrotado por Batista pero solo gracias a la interferencia de Edge (quien también regresaba de una lesión). Su tercer reinado como Campeón Mundial Peso Pesado culminó en Armageddon, donde Edge derrotó a Batista y Undertaker.

#### 2008

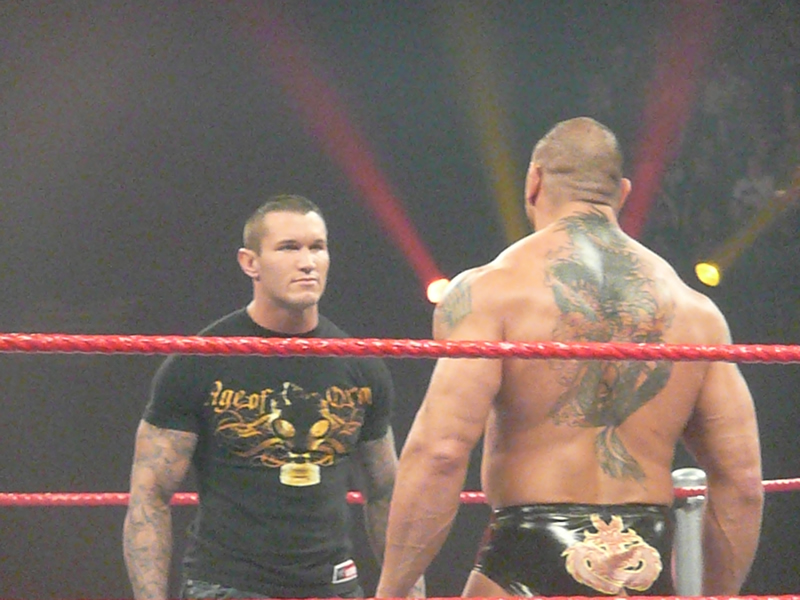
La estancia de ambos en Evolution ha sido usada en muchas ocasiones para los feudos entre Randy Orton y Batista.

Batista inició el año con su participación en el Royal Rumble, donde fue el octavo participante en ingresar y el penúltimo en ser eliminado. Luego, en No Way Out perdió la oportunidad de ganar un combate por el Campeonato Mundial Peso Pesado en WrestleMania XXIV tras ser eliminado de la Cámara de Eliminación por Undertaker.
Durante las dos primeras semanas de marzo, Batista tuvo oportunidades por el Campeonato de los Estados Unidos frente al campeón MVP, siendo ambas veces derrotado. Acto seguido, ingresó en una pequeña rivalidad con Umaga, al cual derrotó en WrestleMania XXIV. En los meses posteriores tuvo un feudo con Shawn Michaels, con quien se enfrentó en Backlash y One Night Stand, con una derrota y una victoria respectivamente. El 23 de junio en el WWE Draft, Batista fue enviado desde SmackDown! a RAW y en Night of Champions tuvo la oportunidad de ganar el Campeonato Mundial Pesado contra Edge siendo derrotado. Luego recibió una oportunidad por el Campeonato Mundial Peso Pesado frente a CM Punk en The Great American Bash, pero no logró ganar el campeonato debido a una intervención por parte de Kane, quien atacó a ambos luchadores.
Posteriormente, entró en un feudo con John Cena, con quien ganó el Campeonato Mundial en Parejas al derrotar a Cody Rhodes y Ted DiBiase el 4 de agosto en RAW, sólo para perderlo una semana después el 11 de agosto. Finalmente, en SummerSlam, Batista y Cena se enfrentaron en una lucha por primera vez, saliendo victorioso Batista.
En Unforgiven, perdió una oportunidad de ganar el Campeonato Mundial Peso Pesado en el Championship Scramble, que finalmente ganó Chris Jericho. Finalmente en No Mercy derrotó a John «Bradshaw» Layfield, convirtiéndose en el retador número uno al Campeonato Mundial Peso Pesado, el cual ganó por cuarta vez en Cyber Sunday al derrotar a Chris Jericho con Steve Austin como árbitro especial. Sin embargo, 8 días después en RAW, fue derrotado por Jericho en un Steel Cage Match, perdiendo el título.

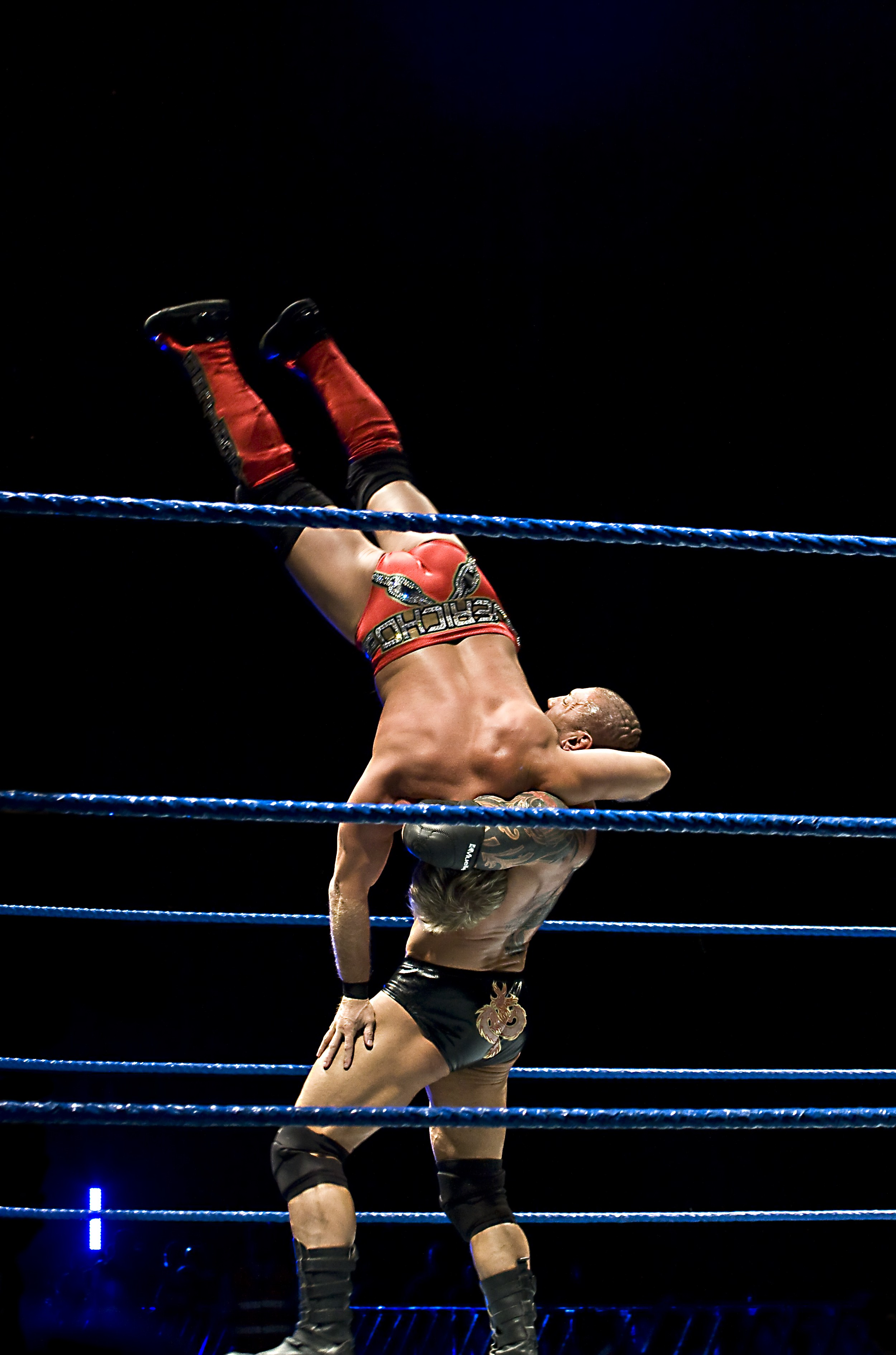
Batista luchando contra Chris Jericho.

Durante las siguientes semanas, desarrolló un corto feudo con su excompañero de Evolution, Randy Orton. En Survivor Series, Batista capitaneó a su equipo formado por él mismo, Matt Hardy, R-Truth, CM Punk & Kofi Kingston siendo derrotados por el Team Orton (Randy Orton, Cody Rhodes, Mark Henry, Shelton Benjamin & William Regal) tras ser el último eliminado de la lucha por Orton. Sin embargo, logró derrotar a Orton en Armageddon. Dos días después, en RAW, Orton golpeó a Batista con una patada en la cabeza, lo que le provocó una lesión (kayfabe). Dicho ataque fue la storyline que la WWE utilizó para sacar a Batista de competencia, debido a que debió ser sometido a una operación en el cuadriceps de la pierna derecha, lo que lo mantuvo inactivo hasta abril de 2009.

#### 2009–2010
Hizo su regreso en la edición del 6 de abril de RAW, atacando a Randy Orton. Luego, en Backlash y Judgment Day estuvo presente en los combates por el Campeonato de la WWE; en una lucha en equipos, la cual perdió y en un combate individual frente a Orton, el cual ganó por descalificación. Finalmente en Extreme Rules, Batista derrotó a Orton, ganando el Campeonato de la WWE. Sin embargo, debió abandonar el campeonato por una lesión en su bíceps izquierdo, por la cual fue sometido a una cirugía. Hizo su regreso el 14 de septiembre en RAW, derrotando a Randy Orton y anunciando su cambio a la marca SmackDown!. Allí empezó un feudo con Chris Jericho y The Big Show, enfrentándose a ellos junto a Rey Mysterio por sus Campeonatos Unificados en Parejas de la WWE, siendo Batista y Rey derrotados.
En Bragging Rights participó en una lucha por el Campeonato Mundial Peso Pesado donde también lucharon el campeón The Undertaker, CM Punk y Rey Mysterio. Durante el combate, Rey rompió un Pinfall de Batista, por lo que, al terminar el combate con victoria para The Undertaker, le culpó de su derrota, atacándole y cambiando a heel en el proceso. Tras esto se convirtió en un sádico Monster Heel dejando a sus oponentes lesionados. Bastista y Mysterio empezaron un feudo que les deja un combate en Survivor Series, donde Batista derrotó y lesionó (Kayfabe) a Mysterio después de aplicarle tres "Batista Bombs" y un "Spinebuster" sobre una silla. Tras derrotar a Kane en SmackDown!, obtuvo una oportunidad por el Campeonato Mundial Peso Pesado frente a The Undertaker en TLC: Tables, Ladders & Chairs, participando en el primer Chairs Match. En el combate, Batista logró cubrir a Undertaker después de un "Low Blow" y un golpe con una silla, pero el General Mánager de SmackDown Theodore Long ordenó reiniciar el combate, puesto que el "Low Blow" era un ataque ilegal y sólo estaban permitidas las sillas. Tras esto, Undertaker le aplicó una "Tombstone Piledriver", ganando el combate.
Participó en Royal Rumble, entrando como el #30, pero fue eliminado por John Cena. Tras esto, se involucró en el feudo entre Vince McMahon y Bret Hart, defendiendo Batista a McMahon y Cena a Hart. A causa de esto, McMahon recompensó a Batista con una lucha por el Campeonato de la WWE que había ganado Cena en Elimination Chamber, derrotándole y ganando por segunda vez el Campeonato de la WWE. Tras esto fue enviado a la marca de RAW y empezó un feudo ante John Cena en torno al Campeonato de la WWE. Batista terminó siendo derrotado por John Cena en WrestleMania XXVI perdiendo el campeonato y fue vencido nuevamente en la revancha en Extreme Rules en un Last Man Standing Match. Tras esto, obtuvo otra oportunidad por el Campeonato de la WWE al derrotar a Randy Orton y Sheamus por una interferencia de Edge. En RAW atacó con una silla a Mark Henry antes de su combate estrenando su nuevo finisher de rendición llamado Batista Bite forzando a rendir a Henry pero no se llevaba acabó un combate con él. Finalmente, en Over The Limit fue derrotado por John Cena en una «I Quit» Match y después del combate Cena le aplicó un «Attitude Adjustment» desde un coche hasta el escenario; al siguiente día «renunció» a la WWE por no ser incluido en la Fatal Four Way por el Campeonato en Fatal 4 Way al negarse a luchar contra Randy Orton, ya que Batista estaba lesionado. Ese mismo día, abandonó la empresa.

#### 2014
En el episodio del 23 de diciembre de 2013 en Raw, se anunció en un vídeo que Batista regresaría el 20 de enero de 2014 en Raw. Más tarde, se anunció que Batista participaría en el Royal Rumble Match. Finalmente, Batista regresó como face en Raw confrontando al Campeón Mundial Peso Pesado de la WWE Randy Orton, y se comprometió a ganar el Royal Rumble Match y convertirse en el campeón en WrestleMania XXX. Esa misma noche, Batista también encaró a Alberto del Río, quien había estado criticándole durante varias semanas y, finalmente, lo atacó con una «Batista Bomb», iniciando una corta rivalidad con él. En Royal Rumble, Batista apareció el #28 y tras eliminar a Roman Reigns se convirtió en el quinto luchador en ganar más de una vez el Royal Rumble Match. Los espectadores del evento reaccionaron negativamente hacía Batista, animando a Reings y Daniel Bryan. A pesar de una reacción positiva originalmente, la multitud comenzó a abuchear a Batista después de que Reigns fuera eliminado. Después de ganar la lucha, Batista se burló de Daniel Bryan y señaló con su dedo medio a los espectadores. El 3 de febrero en Raw, Batista apareció en un segmento con Del Rio y, después de comenzar a criticarse, fue atacado brutalmente por este, Batista tomó represalias la semana siguiente, bombardeando a Del Río a través de la mesa de transmisión pactándose una lucha entre ambos en Elimination Chamber, donde derrotó a Del Rio; y fue nuevamente abucheado por los aficionados.
El 28 de febrero en SmackDown, Batista respondió a la audiencia diciendo que él no había regresado para ser querido, sino para convertirse en el nuevo Campeón Mundial Peso Pesado de la WWE, cambiando repentinamente a heel. Después de esto, Batista inició una rivalidad con Randy Orton y Daniel Bryan, pactándose una lucha con el primero en WrestleMania XXX por el Campeonato Mundial Peso Pesado de la WWE. Tras pactarse la lucha en el evento se decidió que si Bryan derrotaba a Triple H en el evento, estaría en la lucha, por lo que después de derrotar a Triple H a principios de la noche, Bryan finalmente ganaría la lucha, forzando a Batista a rendirse y ganando el Campeonato Mundial Peso Pesado de la WWE en el proceso.
La noche siguiente en Raw, Batista y Orton se unieron para hacer frente a The Usos por el Campeonato en Parejas de la WWE, pero la lucha terminó sin resultado debido a que ambos equipos recibieron cuenta fuera. Más tarde esa noche, Batista y Orton, junto con Kane, atacaron a Bryan antes de que este defendiera su título ante Triple H. Antes de que Triple H pudiera derrotar a Bryan, The Shield los interrumpió atacando a Triple H, Batista, Orton y Kane, causando que Bryan retuviera su título por descalificación. En la edición del 14 de abril de Raw, Batista, Triple H y Randy Orton bajaron al ring para atacar a The Shield tras su 11-on-3 handicap match, utilizando el nombre y el tema de Evolution., pero sin embargo The Shield derrotaría a Evolution en una lucha en equipos en Extreme Rules, y posteriormente sucedería lo mismo en la revancha en Payback. La noche siguiente a Payback, en Raw, Batista renunció a la WWE (Kayfabe) luego que Triple H le negara un combate por el Campeonato Mundial Peso Pesado de la WWE, abandonando así de nuevo el grupo. El 12 de junio, Batista hizo su última aparición en un House Show de NXT donde hizo su última aparición e hizo una promo hasta que le interrumpió Bo Dallas, ante lo cual Batista lo atacaría con un "Spinebuster" regresando nuevamente como face.

#### 2018-2019- Retiro de la lucha libre profesional
El 16 de octubre de 2018 Batista regresó por una noche a Smackdown en su capítulo n.º 1000, siendo partícipe de una promo con uno de sus más grandes stables, Evolution, junto a Triple H, Randy Orton y Ric Flair.
Batista hizo un regreso sorpresa como Heel el 25 de febrero de 2019 en RAW atacando a Ric Flair cuando este era esperado en el ring con motivo de la celebración de sus 70 años. El 11 de marzo en Raw, reapareció para lanzar un reto a Triple H para WrestleMania, la cual aceptó bajo la estipulación de No Holds Barred Match. En WrestleMania 35 Batista fue derrotado por Triple H, el cual fue el último combate en su carrera ya que posteriormente anunció su retiro de la lucha libre profesional.

## Carrera en artes marciales mixtas

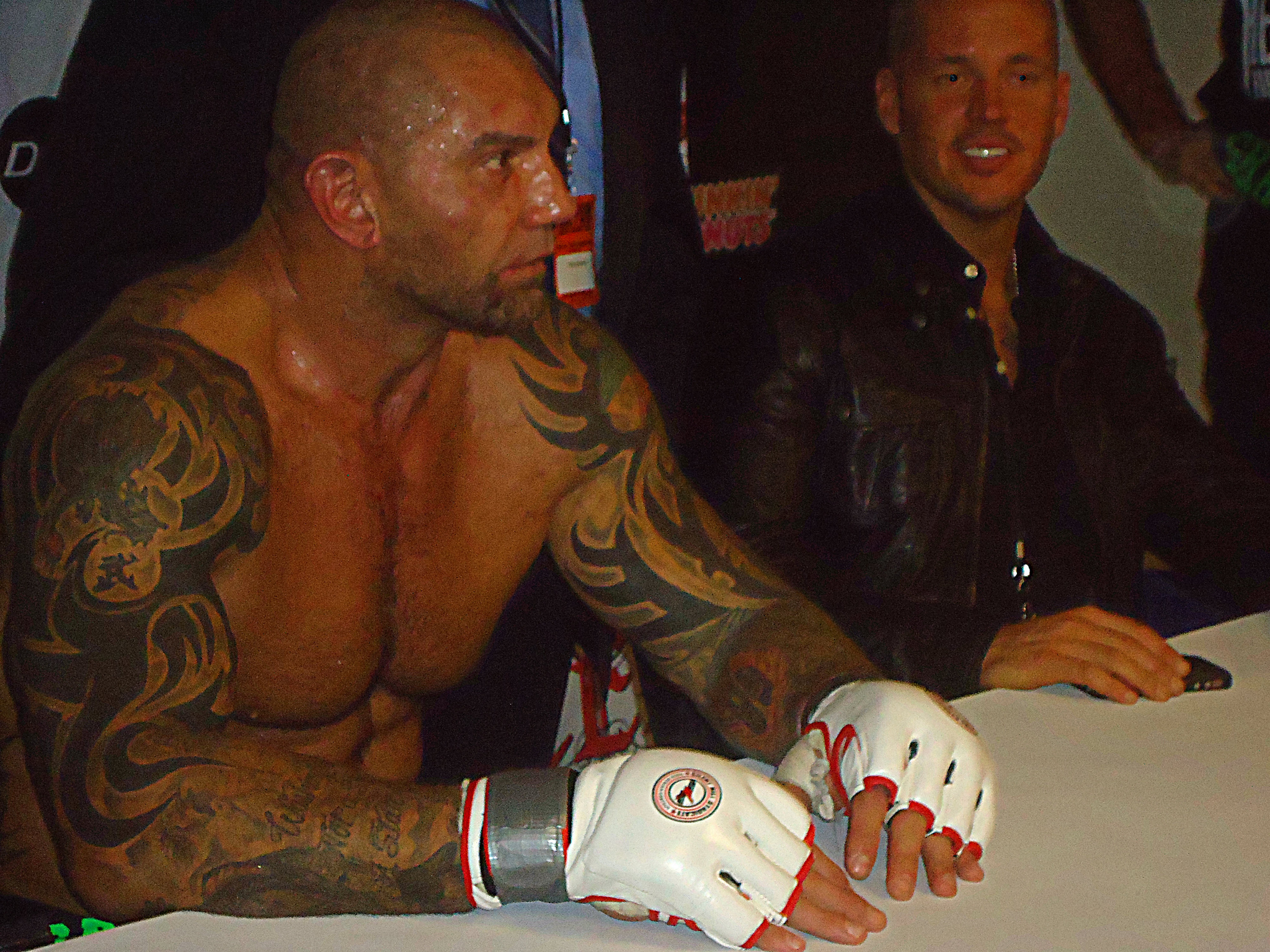
Tras retirarse de la lucha libre profesional, Bautista empezó una carrera como luchador de artes marciales mixtas.

Después de ser liberado de la WWE, Batista asistió al evento Strikeforce: Los Angeles el 16 de junio de 2010, después de haber registrado previamente un interés en competir en las artes marciales mixtas. El 21 de junio de 2010, Batista anunció a TMZ.com que iba a comenzar una carrera de MMA. También se convirtió en cinturón púrpura en Jiu-Jitsu Brasileño bajo la tutela de Cesar Gracie.
Batista había anunciado que él y Strikeforce habían acordado un precio y la negociación de un contrato. Sin embargo, en abril de 2011, Batista anunció a TMZ.com que la negociación de un contrato con Strikeforce había fracasado cuando Strikeforce fue comprada por Zuffa, LLC.
Se esperaba que Batista hiciera su debut en MMA contra Rashid Evans el 6 de octubre de 2012 en CES: Real Pain en Providence, Rhode Island. Sin embargo, el 1 de octubre de 2012, se anunció que Evans fue obligado a salir de la pelea después de una violación de libertad condicional que lo llevó de vuelta a la cárcel. El debut en MMA de Batista seguía en pie en el evento, y Evans fue reemplazado por el veterano luchador de 40 años Vince Lucero. Batista ganó la pelea por knock-out técnico a los 4:05 de la primera ronda.

### Récord
| Resultado | Récord | Oponente     | Método       | Evento                       | Fecha                | Ronda | Tiempo | Localización             | Notas |
| --------- | ------ | ------------ | ------------ | ---------------------------- | -------------------- | ----- | ------ | ------------------------ | ----- |
| Victoria  | 1–0    | Vince Lucero | TKO (golpes) | CES MMA: Bautista vs. Lucero | 6 de octubre de 2012 | 1     | 4:05   | Providence, Rhode Island |       |

## Carrera como actor
Bautista ha actuado y protagonizado como invitado en varios programas de televisión tanto como él mismo como en el personaje de Batista. Fue estrella invitada en el octavo episodio de la temporada 6 de la serie de televisión estadounidense de acción y aventuras Smallville, donde interpretó al extraterrestre Aldar. En junio de 2009, hizo un cameo como él mismo en la telenovela australiana Neighbours. En 2010, apareció en un episodio de Chuck, y también hizo un cameo en Relative Strangers. Trabajó junto a su excompañero de WWE Rob Van Dam, Marrese Crump y Ja Rule en la película de acción de 2010 Wrong Side of Town.
Bautista apareció como el villano Brass Body en la película El hombre de los puños de hierro. Interpretó a Drax el Destructor en la película Guardianes de la Galaxia de Marvel Studios en 2014, que fue un éxito comercial y de crítica. Un año después, participaría en la película de James Bond Spectre bajo el personaje de Sr. Hinx. Interpretó al villano Tong Po en la película de artes marciales Kickboxer: Vengeance, una secuela del exitoso film de 1989 Kickboxer. Después de ello, Bautista volvería a su papel de Drax para las cintas de Guardianes de la Galaxia vol. 2 (2017), Avengers: Infinity War (2018) y Avengers: Endgame (2019).
En 2021, Bautista protagonizó Army of the Dead de Zack Snyder. Tuvo un papel de villano en Dune, una adaptación cinematográfica de la novela del mismo nombre de Frank Herbert, que fue lanzada con críticas positivas.

## Vida personal
Bautista se casó tres veces. En 1990, contrajo matrimonio con su primera esposa, Glenda, en 1990. Tuvieron dos hijas juntos, Keilani (nacida en 1990) y Athena (nacida en 1992), antes de divorciarse en 1998. Bautista se casó con su segunda esposa, Angie, el 13 de octubre de ese año. Tuvieron un hijo varón de nombre Oliver, y se divorciaron en 2006. En octubre de 2015, se casó con la bailarina de barra competitiva Sarah Jade, separándose a principios de 2019.
Un ávido fan del béisbol, Bautista creció siguiendo a los Yankees de Nueva York, aunque desde entonces ha apoyado a los Washington Nationals, que juegan en el Nationals Park a unas cuadras de su casa de la infancia.
Bautista ha mostrado su respaldo al Partido Demócrata cuando apoyó a Bernie Sanders en las primarias presidenciales de 2020. Respaldó a Joe Biden en las elecciones presidenciales de Estados Unidos de 2020 y apareció en un anuncio de su campaña presidencial.
En temas sociales, y al ser hijo de una mujer lesbiana, es un defensor de los derechos de la comunidad LGBT.

## Controversias
En 2005, Batista dio dos polémicas entrevistas al diario sensacionalista británico The Sun. En la primera entrevista, Batista, entonces luchador de la marca RAW de la WWE, criticó al personal de SmackDown!, diciendo: «He visto sus grabaciones en directo y parece que muchos de los chicos no han de incumbir. Hay una falta de pasión y orgullo. Hay chicos en ambos shows que son perezosos, no atañan y no muestran la dedicación que conlleva». En la segunda entrevista, Batista reconoció que sus declaraciones volvieron hostil el backstage de SmackDown!, así como tornando la perspectiva de Vince McMahon hacia él.

«Oh, sí ... una tonelada de hostilidad! Me he sermoneado con Vince McMahon, The Undertaker y el resto. Tenía buenos amigos que me han dado la espalda. Bueno, pensé que eran buenos amigos. Algunos de ellos no están en la WWE ahora. Pero en ese entonces hablé con el corazón y aún pienso igual. Tal vez elegí la entidad equivocada para expresarle mi opinión, pero yo estaba hablando con el corazón. Cuando estábamos discutiendo, estábamos hablando de la competencia que había entre Raw y SmackDown. No mencioné a nadie de Raw, pero había chicos en Raw que se sintieron tocados con mis dichos, sobre todo con lo de «que son perezosos», no tienen pasión y pienso que no deberían estar allí (SmackDown). Lo mismo ocurre ahora. Voy a poner mi pie en mi boca de nuevo, pero sigo pensando que hay chicos en ambos shows que son perezosos, no atañan y no muestran la dedicación que conlleva. Pero estamos sacando lentamente a esos tipos. Quiero que todos en esta compañía trabajen tan duro como yo trabajo, Triple H y The Undertaker trabajan duro por ejemplo. Quiero que saquen a los chicos que no tienen la pasión por este negocio y esta empresa. No quiero que lleguen a ser parte de mi show. Algunos de los chicos que creo que deberían ser sacados, aún tienen la oportunidad de brillar, ya que ellos tienen que tomar el toro por los cuernos y demostrar que realmente quieren estar allí (SmackDown). Luego hay algunos como Christian, que muere por esa oportunidad y no se la dan, soy un gran fan de Christian. Disfruto cada aspecto de su trabajo, los fans lo aman y lo aprecian, tiene una gran actitud, una ética de trabajo impresionante, siempre está en forma y es muy inteligente sobre el negocio. Siento firmemente que es subestimado».
Audiencia con The Animal. "The Sun (Londres). 25 de mayo 2007.

Luego, Batista criticó la promoción rival de la WWE, la Total Nonstop Action Wrestling, afirmando: «También he visto sus grabaciones, como la lucha car wreck con A.J. Styles haciendo sus acrobacias. Eso no es lucha libre. La lucha libre es una serie de storyline». En abril de 2006, Styles replicó a los comentarios de Batista, diciendo: "Creo que es cómico que un tipo como él me diga que no sé luchar".

### Incidente con Booker T
Batista tuvo problemas entre bastidores tras el rodaje del comercial del PPV SummerSlam del 2006. Se informó que Batista se involucró en una pelea a puñetazos con Booker T. El incidente fue reportado en WWE.com, donde ambos contaron su lado de la historia. Se cree que la pelea derivó a la idea de que Batista se consideraba mejor que el resto del personal, por su condición en apariciones en eventos principales y el ascenso relativamente rápido para lograrlo. Se dijo que los luchadores del backstage alababan a Booker T para decir lo que pensaban sobre la actitud de Batista.

### Acusaciones de utilización de esteroides
En agosto de 2007, Batista fue acusado de uso de esteroides anabólicos en un artículo de la ESPN, quienes dieron a conocer los nombres de los luchadores que eran clientes de una tienda farmacéutica en Orlando, Florida. La cual, es una de las muchas farmacias bajo investigación por la venta ilegal de medicamentos no recetados. Batista dio a conocer un comunicado negando las acusaciones de ESPN, donde se le vio furioso por el artículo. Él negó ser cliente de aquella tienda farmacéutica y manifestó que es "probado regularmente por la WWE, y estoy en plena conformidad con el Programa de Bienestar de la WWE". La WWE informó haber suspendido a diez luchadores nombrados en la controversia, Batista no fue uno de ellos.

### Polémica después del Royal Rumble 2014
Tras 4 años fuera de la empresa, volvió el 20 de enero de 2014 como Face, confirmando su participación en el Royal Rumble. En Royal Rumble 2014, logró ganar la lucha, ganando la oportunidad de luchar por el WWE World Heavyweight Championship contra Randy Orton. Sin embargo, el público comenzó a abuchear a Batista, puesto que Daniel Bryan, que era el favorito del público en ese momento, no llegó a aparecer como ninguno de los 30 integrantes de la lucha. Cuando el PPV salió del aire, Batista se dirigió al escenario donde se escuchó un gigantesco vituperio y les respondió haciendo la pose característica de Bryan (levantar sus brazos una y otra vez con los dedos medios en lugar de los índices levantados) quien era el favorito del público para ganar el WWE World Heavyweight Championship con un apoyo incondicional del público en todos los eventos de la WWE.
A partir de ese momento, comenzó el feudo entre Batista y Orton. Sin embargo, las continuas intromisiones del público a favor de Daniel Bryan y en su contra  hizo que cambiara a heel y que la empresa introdujera a Bryan a la lucha titular si ganaba a Triple H en un combate para determinar el tercer luchador en el Triple Threat Match por el WWE World Heavyweight Championship en WrestleMania XXX, lucha que ganó. Posteriormente, en el mismo evento, Bryan derrotó a Orton y Batista, ganando el título.

## Campeonatos y logros
- Ohio Valley Wrestling/OVW

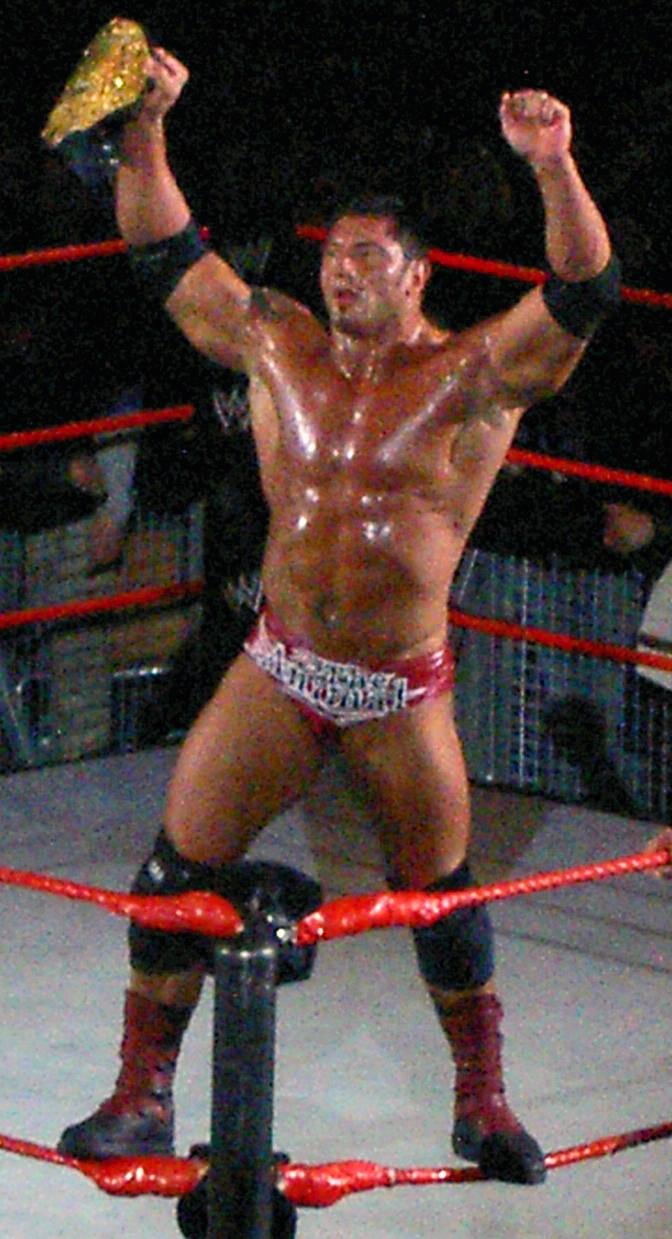
Batista como Campeón Mundial Peso Pesado.

  - OVW Heavyweight Championship (1 vez)

- World Wrestling Entertainment/WWE
  - WWE Championship (2 veces)
  - World Heavyweight Championship (4 veces)
  - WWE Tag Team Championship (1 vez) - con Rey Mysterio
  - World Tag Team Championship (3 veces) - con Ric Flair (2) y John Cena (1)
  - Royal Rumble (2005)
  - Royal Rumble (2014)

- Pro Wrestling Illustrated
  - Luchador del año (2005)[140]
  - PWI Luchador que más ha mejorado - 2005[141]
  - Situado en el Nº257 en los PWI 500 de 2001[142]
  - Situado en el Nº28 en los PWI 500 de 2002[143]
  - Situado en el Nº20 en los PWI 500 de 2004[144]
  - Situado en el Nº1 en los PWI 500 de 2005[145]
  - Situado en el Nº23 en los PWI 500 de 2006[146]
  - Situado en el Nº8 en los PWI 500 de 2007[147]
  - Situado en el Nº15 en los PWI 500 de 2008[148]
  - Situado en el Nº16 en los PWI 500 de 2009[149]
  - Situado en el Nº6 en los PWI 500 de 2010[150]
- Wrestling Observer Newsletter
  - WON Feudo del Año - 2005, vs. Triple H
  - WON Feudo del Año - 2007, vs. The Undertaker
  - WON Luchador más sobrevalorado - 2006

## Filmografía

### Películas
| Año  | Título                                     | Papel              | Notas |
| ---- | ------------------------------------------ | ------------------ | --- |
| 2006 | Relative Strangers                         | Luchador           | Cameo sin acreditar |
| 2009 | My Son, My Son, What Have Ye Done?         | Agente de policía  | |
| 2010 | Wrong Side Of Town                         | Big Ronnie 'B.R.'  | |
| 2011 | House of the Rising Sun                    | Ray                | Action On Film Award for Performer of the Year |
| 2011 | The Scorpion King 3: Battle For Redemption | Argomael           | |
| 2012 | El hombre de los puños de hierro           | Brass Body         | |
| 2013 | Riddick                                    | Díaz               | |
| 2014 | Guardianes de la Galaxia                   | Drax el Destructor | Detroit Film Critics Society Award for Best Ensemble Nevada Film Critics Society Award for Best Ensemble Cast Nominado – Central Ohio Film Critics Association Award for Best Ensemble Nominado – Phoenix Film Critics Society Award for Best Ensemble Acting |
| 2015 | L.A. Slasher                               | Narcotraficante    | |
| 2015 | Spectre                                    | Mr. Hinx           | |
| 2015 | Heist                                      | Cox                | |
| 2016 | Kickboxer: Vengeance                       | Tong Po            | |
| 2016 | The Warriors Gate                          | Arun el cruel      | |
| 2016 | Marauders                                  | Stockwell          | |
| 2016 | The Boss                                   | Chad               | Sin Acreditar |
| 2017 | Bushwick                                   | Stupe              | También Productor Ejecutivo |
| 2017 | 2048: Nowhere to Run                       | Sapper Morton      | Cortometraje |
| 2017 | Guardianes de la Galaxia vol. 2            | Drax el Destructor | |
| 2017 | Blade Runner 2049                          | Sapper Morton      | |
| 2018 | Avengers: Infinity War                     | Drax el Destructor | |
| 2018 | Hotel Artemis                              | Everest            | |
| 2018 | Final Score                                | Michael Knox       | También Productor |
| 2018 | Escape Plan 2: Hades                       | Trent DeRosa       | |
| 2018 | Master Z: The Ip Man Legacy                | Owen Davidson      | |
| 2019 | Avengers: Endgame                          | Drax el Destructor | |
| 2019 | Stuber                                     | Vic                | |
| 2019 | Escape Plan: The Extractors                | Trent DeRosa       | |
| 2020 | My Spy                                     | JJ                 | |
| 2021 | Army of the Dead                           | Scott Ward         | |
| 2021 | Dune: parte uno                            | Glossu Rabban      | |
| 2022 | Thor: Love and Thunder                     | Drax el Destructor | |
| 2022 | Glass Onion: A Knives Out Mystery          | Duke Cody          | |
| 2023 | Guardianes de la Galaxia Vol. 3            | Drax el Destructor | |
| 2023 | Knock at the Cabin                         | Leonard            | |
| 2023 | Parachute                                  | Bryce              | |
| 2024 | Dune: parte dos                            | Glossu Rabban      | |
| 2024 | The Last Showgirl                          | Eddie              | |
| 2025 | Aang: The Last Airbender                   | TBA                | |

### Televisión
| Año  | Título                                      | Papel              | Notas                                   |
| ---- | ------------------------------------------- | ------------------ | --------------------------------------- |
| 2006 | Smallville                                  | Aldar              | Episodio: "Static"                      |
| 2009 | Head Case                                   | Él mismo           | Episodio: "All About Steve"             |
| 2009 | Neighbours                                  | Él mismo           | Episodio: "1.5719"                      |
| 2010 | Chuck                                       | T.I.               | Episodio: "Chuck Versus the Couch Lock" |
| 2015 | TripTank                                    | Repartidor (voz)   | Episodio: "Short Change"                |
| 2019 | What We Do in the Shadows                   | Garrett            | Episodio: "The Trial"                   |
| 2020 | Undertaker: The Last Ride                   | Él mismo           | Serie Documental                        |
| 2020 | Home movie: The Princess Bride              | Fezzik             |                                         |
| 2021 | See                                         | Edo Voss           | Temporada 2                             |
| 2022 | The Guardians of the Galaxy Holiday Special | Drax el Destructor | Especial para Disney+                   |

### Videojuegos
| Año       | Título                             | Notas                             |
| --------- | ---------------------------------- | --------------------------------- |
| 2003      | WWE SmackDown! Here Comes the Pain | Videojuego debut                  |
| 2003      | WWE WrestleMania XIX               |                                   |
| 2003      | WWE RAW 2                          |                                   |
| 2004      | WWE Day of Reckoning               |                                   |
| 2004      | WWE Survivor Series                |                                   |
| 2004      | WWE SmackDown! vs. Raw             |                                   |
| 2005      | WWE WrestleMania 21                |                                   |
| 2005      | WWE Aftershock                     |                                   |
| 2005      | WWE Day of Reckoning 2             |                                   |
| 2005      | WWE SmackDown! vs. Raw 2006        | Portada                           |
| 2006      | WWE SmackDown vs. Raw 2007         | Portada (versión NTSC)            |
| 2007      | WWE SmackDown vs. Raw 2008         |                                   |
| 2008      | WWE SmackDown vs. Raw 2009         |                                   |
| 2009      | WWE SmackDown vs. Raw 2010         |                                   |
| 2010      | WWE SmackDown vs. Raw 2011         |                                   |
| 2013      | WWE 2K14                           |                                   |
| 2014      | WWE SuperCard                      |                                   |
| 2014      | WWE 2K15                           |                                   |
| 2015      | WWE Immortals                      |                                   |
| 2015      | WWE 2K16                           |                                   |
| 2017      | WWE 2K18                           |                                   |
| 2018      | WWE 2K19                           |                                   |
| 2019–2020 | Gears 5                            | DLC Edición Limitada Marcus Fenix |
| 2019      | WWE 2K20                           |                                   |
| 2022      | WWE 2K22                           |                                   |